# Камета (мікрорегіон)

Камера на карті штату Пара

Камета (порт. Microrregião de Cametá) — мікрорегіон в Бразилії, входить в штат Пара. Складова частина мезорегіону Північний схід штату Пара. Населення становить 437 302 чоловік (на 2010 рік). Площа — 16 660,148 км². Густота населення — 26,25 чол./км².

## Склад мікрорегіону
До складу мікрорегіону включені наступні муніципалітети:
1. Абаететуба
2. Байан
3. Камета
4. Ігарапе-Мірі
5. Лімуейру-ду-Ажуру
6. Мокажуба
7. Уейрас-ду-Пара

| Бразилія | Це незавершена стаття з географії Бразилії. Ви можете допомогти проєкту, виправивши або дописавши її. |